# Koga Seiji
Seiji Koga (sinh ngày 7 tháng 8 năm 1979) là một cầu thủ bóng đá người Nhật Bản.

## Sự nghiệp câu lạc bộ
Seiji Koga đã từng chơi cho Yokohama F. Marinos, Avispa Fukuoka, Vissel Kobe và SC Sagamihara.